# Barbie et la Magie des perles
 (février 2014).
Si vous disposez d'ouvrages ou d'articles de référence ou si vous connaissez des sites web de qualité traitant du thème abordé ici, merci de compléter l'article en donnant les références utiles à sa vérifiabilité et en les liant à la section « Notes et références ».
Série Barbie
Barbie et ses sœurs au club hippique
(2013) Barbie et la Porte secrète
(2014)
Pour plus de détails, voir Fiche technique et Distribution.
Barbie et la Magie des perles est un film américano-film canadien d'animation, sorti au printemps 2014.
Il s'agit du 27e film d'animation de Barbie.

## Synopsis
Lumina est une magnifique sirène qui a le pouvoir de faire briller les perles. Elle et sa meilleure amie, Kuda, rêvent de decouvrir la capitale marine et de voir le château. Scylla, qu'elle croit être sa tante, l'a kidnappée selon les ordres de Caligo, le frère de la reine Lorelei, qui veut que son fils Fergis soit le roi de Seagundia. Des années après, Lumina a maintenant 17 ans. Caligo décide de mettre en place un nouveau plan pour que son fils accède directement au trône. Pour cela, Caligo veut que Scylla les empoisonne. Il envoie Murray, une anguille, pour lui donner une invitation afin qu'elle puisse entrer au bal et les empoisonnés. Scylla dit à Lumina qu'elle s'en va en ville pour vendre ses potions, mais elle oublie son invitation. Lumina découvre que Scylla est invitée au bal, mais sait que celle-ci ne peut entrer sans invitation. Elle décide donc avec Kuda de la lui apporter. Elles arrivent en ville et Lumina devient coiffeuse au Salon La Mer de Madame Ruckus pour venir en aide. Madame Ruckus reçoit des invitations pour elle et ses employées pour le bal : un rêve pour Lumina ! Au cours du bal, le plan de Caligo est en marche, mais Lumina qui découvre ce qu'il se passe, utilise son pouvoir pour l'empêcher. Elle découvre que ce pouvoir est un don royal, et que cela signifie qu'elle est la véritable princesse de Seagundia. Ses parents, le roi et la reine, l'accueillent dans sa nouvelle maison, le palais, avec Scylla et Kuda.

## Fiche technique
- Titre original : Barbie: The Pearl Princess
- Titre français : Barbie et la Magie des perles
- Réalisateur : Zeke Norton
- Scénario : Cydne Clark et Steve Granat
- Direction artistique : Walter P. Martishius
- Musique : Jim Dooley
- Production : Shelley Dvi-Vardhana et Shawn McCorkindale ; Kim Dent Wilder et Rob Hudnut (exécutifs)
- Sociétés de production : Barbie Entertainment, Rainmaker Entertainment
- Société de distribution : Universal Studios Home Entertainment
- Pays d'origine : États-Unis, Canada
- Langue d'origine : anglais
- Format : couleur - son stéréo
- Genre : animation
- Durée : 73 minutes
- Dates de sortie :  France : 18 février 2014[2] ;  États-Unis : 11 mars 2014

Sources : Générique du DVD, IMDb

## Distribution
| - Kelly Sheridan : Princesse Lumina - Katie Crown : Kuda - Patricia Pattenden : Scylla - Peter New : Murray, la murène - John Novak : Caligo, le frère du roi - Simon Hill : Fergis, le neveu du roi - Mark Oliver : Roi Nereus - Rebecca Shoichet : Reine Lorelei - James Higuchi : Spike, le poisson pierre - Kathleen Barr : Madame Ruckus, la pieuvre patronne du salon de coiffure - Mackenzie Porter : Cora - Nicki Burke : Sandrine - Brian Doe : Prince Delphin - Jeff Evans Todd : Dauphin - Patrick Gilmore : Garth, la murène - Louis Chirillo : Wormwood, la murène - Tabitha St. Germain : une cliente du salon de coiffure | - Noémie Orphelin : Princesse Lumina - Marie Du Bled : Kuda - Myriam Thyrion : Scylla - Benoit Van Dorslaer : Murray - Jean-Marc Delhausse : Caligo - Thibaut Delmotte : Fergis - Michel Hinderyckx : Roi Nereus - Monia Douieb : Reine Lorelei - Tony Beck : Spike, le poisson pierre - Myriem Akheddiou : Madame Ruckus - Sophie Frison : Cora - Sophie Landresse : Sandrine - Pierre Lognay : Prince Delphin |

Source : Générique du DVD

## Chansons du film
- Mermaid Party - Nevada Brandt
- Light Up The World - Rachel Bearer

## Autour du film
Créée en 1959, la Poupée Barbie est à l'origine de nombreux produits dérivés. Elle a également inspiré plusieurs films d’animation. Le film Barbie et la Magie des perles est sorti la même année que Barbie et la Porte secrète.